# Atriplex subcordata
Atriplex subcordata là loài thực vật có hoa thuộc họ Dền. Loài này được Kitag. mô tả khoa học đầu tiên năm 1937.